# بيكنز (مسيسيبي)
بيكنز (بالإنجليزية: Pickens, Mississippi)‏ هي بلدة تقع في مقاطعة هولمز (ميسيسيبي) بولاية مسيسيبي في الولايات المتحدة. تبلغ مساحتها 3.4 (كم²)، وترتفع عن سطح البحر 74 م، بلغ عدد سكانها 1325 نسمة في عام 2000 حسب إحصاء مكتب تعداد الولايات المتحدة وتصل الكثافة السكانية فيها 410.2 نسمة/كم2.

## التركيبة السكانية
حدّد مكتب تعداد الولايات المتحدة بيانات التركيبة السكانية لبيكنز في تعداد الولايات المتحدة. في ما يلي، التركيبة السكانية حسب تعدادي 2000 و2010.

### تعداد عام 2000
بلغ عدد سكان بيكنز 1,325 نسمة بحسب تعداد عام 2000، وبلغ عدد الأسر 452 أسرة وعدد العائلات 333 عائلة مقيمة في البلدة. في حين سجلت الكثافة السكانية 393.2 نسمة لكل كيلومتر مربع (1,018.4/ميل2). وبلغ عدد الوحدات السكنية 496 وحدة بمتوسط كثافة قدره 147.2 لكل كيلومتر مربع (381.2/ميل2).
وتوزع التركيب العرقي للبلدة بنسبة 11.92% من البيض و87.70% من الأمريكيين الأفارقة و0.08% من الأمريكيين الأصليين و0.08% من الأعراق الأخرى و0.23% من عرقين مختلطين أو أكثر و1.28% من الهسبانيون أو اللاتينيون من أي عرق.
بلغ عدد الأسر 452 أسرة كانت نسبة 42.7% منها لديها أطفال تحت سن الثامنة عشر تعيش معهم، وبلغت نسبة الأزواج القاطنين مع بعضهم البعض 34.7% من أصل المجموع الكلي للأسر، ونسبة 33.8% من الأسر كان لديها معيلات من الإناث دون وجود شريك،  بينما كانت نسبة 5.1% من الأسر لديها معيلون من الذكور دون وجود شريكة وكانت نسبة 26.3% من غير العائلات. تألفت نسبة 24.6% من أصل جميع الأسر من عدة أفراد يعيشون في نفس المنزل ونسبة 11.1% كانت تتألف من شخص يعيش بمفرده يبلغ من العمر 65 عاماً أو أكثر. وبلغ متوسط حجم الأسرة المعيشية 2.93، أما متوسط حجم العائلات فبلغ 3.52.
بلغ العمر الوسطي للسكان 30.5 عاماً. وكانت نسبة 30.9% من القاطنين تحت سن الثامنة عشر، وكانت نسبة 11.2% بين الثامنة عشر والرابعة والعشرين عاماً، ونسبة 26.8% كانت واقعةً في الفئة العمرية ما بين الخامسة والعشرين والرابعة والأربعين عاماً، ونسبة 19.7% كانت ما بين الخامسة والأربعين والرابعة والستين، ونسبة 11.4% كانت ضمن فئة الخامسة والستين عاماً فما فوق. يوجد لكل 100 أنثى 89.3 ذكر، ويوجد لكل 100 أنثى في الثامنة عشر من عمرها فما فوق 81.5 ذكر.
بلغ متوسط دخل الأسرة في البلدة 17,330 دولارًا، أما متوسط دخل العائلة فبلغ 20,956 دولارًا. وكان متوسط دخل الذكور 23,750 دولارًا مقابل 17,574 دولارًا للإناث. وسجل دخل الفرد الخاص بالبلدة 10,812 دولارًا. وكانت نسبة 36.1% من العائلات ونسبة 40.2% من السكان تحت خط الفقر، وكان من هؤلاء نسبة 51.4% تحت سن الثامنة عشر ونسبة 41.9% في الخامسة والستين من العمر وما فوق.

### تعداد عام 2010
بلغ عدد سكان بيكنز 1,157 نسمة بحسب تعداد عام 2010، وبلغ عدد الأسر 428 أسرة وعدد العائلات 299 عائلة مقيمة في البلدة. في حين سجلت الكثافة السكانية 343.3 نسمة لكل كيلومتر مربع (889.1/ميل2). وبلغ عدد الوحدات السكنية 489 وحدة بمتوسط كثافة قدره 145.1 لكل كيلومتر مربع (375.8/ميل2).
وتوزع التركيب العرقي للبلدة بنسبة 11.93% من البيض و87.38% من الأمريكيين الأفارقة و0.52% من الأمريكيين ذوي الأصول الآسيوية و0.17% من عرقين مختلطين أو أكثر و0.86% من الهسبانيون أو اللاتينيون من أي عرق.
بلغ عدد الأسر 428 أسرة كانت نسبة 39.5% منها لديها أطفال تحت سن الثامنة عشر تعيش معهم، وبلغت نسبة الأزواج القاطنين مع بعضهم البعض 29.2% من أصل المجموع الكلي للأسر، ونسبة 33.6% من الأسر كان لديها معيلات من الإناث دون وجود شريك،  بينما كانت نسبة 7% من الأسر لديها معيلون من الذكور دون وجود شريكة وكانت نسبة 30.1% من غير العائلات. تألفت نسبة 27.1% من أصل جميع الأسر من عدة أفراد يعيشون في نفس المنزل ونسبة 10% كانت تتألف من شخص يعيش بمفرده يبلغ من العمر 65 عاماً أو أكثر. وبلغ متوسط حجم الأسرة المعيشية 2.70، أما متوسط حجم العائلات فبلغ 3.30.
بلغ العمر الوسطي للسكان 35.1 عاماً. وكانت نسبة 27.4% من القاطنين تحت سن الثامنة عشر، وكانت نسبة 11% بين الثامنة عشر والرابعة والعشرين عاماً، ونسبة 24.5% كانت واقعةً في الفئة العمرية ما بين الخامسة والعشرين والرابعة والأربعين عاماً، ونسبة 24.7% كانت ما بين الخامسة والأربعين والرابعة والستين، ونسبة 12.4% كانت ضمن فئة الخامسة والستين عاماً فما فوق. وتوزع التركيب الجنسي للسكان بنسبة 46.2% ذكور و53.8% إناث.

## وصلات خارجية
- The US50 - Cities and Towns in Mississippi State
- Mississippi Cities and Towns, Facts, Map, Flag, Colleges, Government, and More